# Redeemed Christian Church of God
Redeemed Christian Church of God (RCCG) är en internationell pingstkyrka med rötter och huvudkontor i Nigeria, grundad 1952 av Pa Josiah Akindayomi.
Under dennes efterträdare Enoch Adejare Adeboye har RCCG växt och spridit sig till över 190 länder i alla världsdelar.
Den första församlingen i Norden, Jesus Centre i Köpenhamn, bildades av RCCG-missionärer 1995.
Sedan dess har en rad församlingar etablerats bland afrikanska immigranter i Norden. 
31 av dem (samtliga grundade under 2000-talet) finns i Sverige. Först ut var 2001 Jesus Connections i Göteborg (som  också är en del av Evangeliska frikyrkan). Övriga församlingar är Restoration Assembly, Jubilee Centre och House of Praise i Malmö, House of Praise i Arlöv, Jubilee Center och In His Presence Parish i Lund, Strong Tower i Helsingborg, King's Palace i Karlskrona, House of Mercy i Kristianstad, Victory Palace i Ronneby, Green Pastures Parish i Kalmar, Dayspring Parish i Växjö,  Pacesetters Connections och New Covenant Parish i Borås, RCCG Rompiendo Barreras i Norrköping, Kingdom Parish i Örebro, Life Centre i Västerås, Chapel of Glory i Södertälje, Solution Centre, Chapel of Praise Parish, Shepherd Leads Assembly och RCCG Husby i Stockholm, Chapel of Grace i Märsta, Grace Connections, Garden of Peace och Chapel of Redemption i Uppsala, Life Gate Parish i Borlänge, House on The Rock i Gävle samt i Göteborg: Overcomers' Parish och Royal Connections. En församling med det sistnämnda namnet fanns tidigare i Stockholm men den har nu lämnat RCCG.
RCCG Sverige är ett registrerat trossamfund. 13 av församlingarna bildar en egen zon inom RCCG medan sex församlingar i södra Sverige formar en zon tillsammans med RCCG Danmark. Norge (där RCCG sedan 2016 är en del av den norska pingströrelsen) med Island bildar en zon, Finland med Estland en annan.
Dessa fyra nordiska zoner tillhör RCCG-provinsen för Norra och centrala Europa, med huvudkontor i Stockholm.
Följande länder tillhör provinsen:
Sverige, Danmark, Norge, Island, Finland, Estland, Lettland, Litauen, Polen, Ryssland, Belarus, Ukraina, Belgien, Schweiz, Lichtenstein, Azerbajdzjan, Slovenien och Albanien.